# 三つのたまご
『三つのたまご』（みっつのたまご）は、NHK総合テレビで放送された広報番組である。

## 概要
2007年4月8日スタート。NHKの様々な取り組みについて現場の担当者の声を交えて紹介するとともに、経営情報、番組審議会報告についても分かりやすく伝える。また著名な文化人や時の人をゲストに迎え、番組の批評や放送全般についての意見を聞く。『日曜スタジオパーク』や『あなたとNHK』のような番組宣伝形式の色は薄らぎ、自社検証番組に特化する内容に一新された。
題名はNHKが1995年に開局70年を記念してデザインしたロゴマーク（中谷日出発案、2020年まで使用）から取ったもの。
2011年度改編でアンコール番組と統合した新番組『NHKとっておきサンデー』に移行するため、選抜高等学校野球大会の開幕前に終了することが決まった。当初は2011年3月20日に終了の予定だったが、東日本大震災におけるニュースや関連番組が組まれた関係で2011年3月6日の放送が事実上最後となり、次番組引き継ぎのお知らせがないまま終了となった。2011年3月20日の最終回までの放送予定に含まれていた『あなたの街のNHK』のコーナーは後継番組の『NHKとっておきサンデー』で改めて放送された。

## 放送時間
2007 - 2009年度
日曜日 11:30 - 11:50
2010年度
日曜日 11:35 - 11:54（11:52で終了のときもあった）
特別編成時の場合は休止になる週もあった（高校野球の中継期間、年末年始の特別編成など）。

## 出演者

### 司会
男性（NHKアナウンサー）
- 岡野暁（2007年度） - 開始から半年間は単独司会。
- 石川光太郎（2008年度）
- 黒沢保裕（2009・2010年度）

女性
- 原田佳奈（2007年10月 - 2009年3月）
- 宮崎瑠依（2009・2010年度）

### リポーター
主に全国のNHK各放送局の取り組みを紹介する『あなたの街のNHK』コーナーを担当。但し、『マル得たまご』など別のコーナーがある場合は登場しない。
- 福沢重文（2007年10月 - 2009年3月）
- 矢野竜司（2009・2010年度）
- 棚橋麻衣（2009・2010年度）

矢野と棚橋は隔週交替。『とっておきサンデー』も続投。

## 備考
2008年6月1日放送分ではNHKの元職員による株のインサイダー取引について第三者委員会が調査した結果報告を中心に当初の放送予定を急遽変更。本来再放送はないが、同日23:35 - 23:55にも再放送された。第三者委員会委員長の久保利英明をゲストに招いた。また、NHK会長の福地茂雄（当時）によるお詫びも放送された。
2009年度は4月5日に開始したが、途中で北朝鮮の飛翔体発射と見られる臨時ニュースが入り、そのまま放送中止になったため、翌週4月12日に改めて放送された。その2009年度からはNHKのキャラクターである“どーもくん”も登場するようになった。